# 合欢草属
合欢草属（学名：Desmanthus）是含羞草科下的一个属，为乔木、灌木或多年生草本植物。该属共有约30种，分布于美洲和马达加斯加。